# Фарина Ігор Андрійович
Ігор Андрійович Фарина (нар. 26 березня 1958, с. Загір'я Зборівського району Тернопільської області) — український журналіст, літератор, поет, перекладач. Член Національної спілки журналістів України. Лауреат Всеукраїнської літературно-мистецької премії ім. Братів Богдана та Левка Лепких (2016).

## Життєпис
Закінчив факультет журналістики Львівського університету (1980).
Від 1980 року працював у редакціях Зборівської, Лановецької та Шумської районних газет; від 1991 — власний кореспондент тернопільської обласної газети «Свобода».
Живе у місті Шумську.
З травня 2024 року член редакційної ради художньо-аналітичного альманаху «Кременецький культурний контекст».

## Творчість
Вірші, статті, переклади з французької і польської мов, краєзнавчі дослідження опубліковані у місцевій та всеукраїнській періодиці, альманасі «Курінь», збірниках.
Автор збірок поезій:
- «Думаю про журавля» (1998),
- «Пісня пісень» (2003, переспіви з біблійних текстів),
- «Осінні жорна» (2004),
- «Різьби по словодреві»

Автор повісті-есе про Уласа Самчука «Пекуча чужина» (2005), а також повісті «Чорне сонце».
Ігор Фарина. Сопілка мавколюбна (з віршів останнього часу) // «Літературний Тернопіль», 2018. – №3. – С. 45-48.